# 姜长英
姜长英（1904年—2006年），男，上海川沙人，中国航空教育家、航空史专家，曾任华东航空学院教授，西安航空学院教授，西北工业大学教授。